# Alfred L. Kroeber

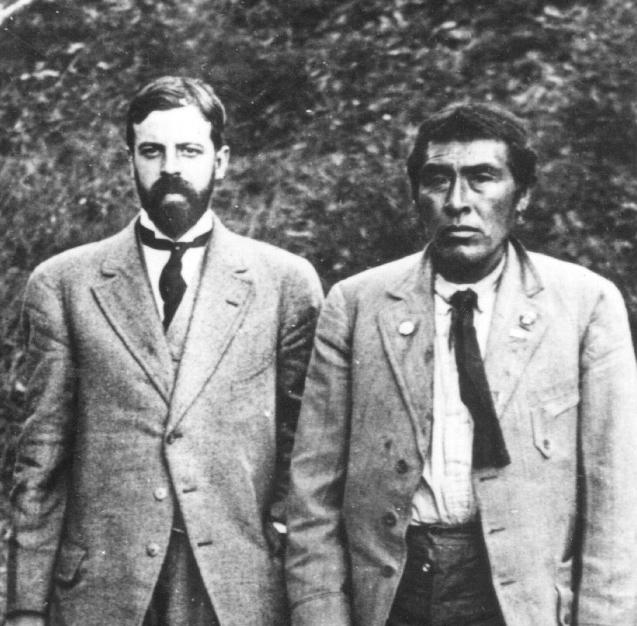
Alfred Kroeber (links) mit Ishi

Alfred Louis Kroeber (* 11. Juni 1876 in Hoboken, New Jersey; † 5. Oktober 1960 in Paris) war ein US-amerikanischer Anthropologe und Kulturrelativist.

## Familie
Alfred Kroeber war der Sohn des Kunsthändlers Florence Kroeber, dessen Vater aus Deutschland in die USA eingewandert war. Die Familie stammte aus Kröbern in Thüringen. 1906 heirateten Alfred Kroeber und Henrietta Rothschild († 1913). Aus der im Jahr 1926 geschlossenen Ehe mit der Schriftstellerin Theodora Krakow stammen der Literaturwissenschaftler Karl Kroeber und die Schriftstellerin Ursula Kroeber Le Guin.

## Leben
Ab 1892 besuchte Alfred Kroeber das Columbia College, erwarb 1896 einen A.B. in Englisch und 1897 einen M.A. in Romantische Dramen. Er wurde 1901 von Franz Boas an der Columbia University mit einer Dissertation über dekorative Symbole bei den Arapaho promoviert. Kroeber war der erste Doktor der Anthropologie an der Columbia University. Von 1900 bis 1902 und von 1906 bis 1907 forschte Kroeber bei den Yurok in Kalifornien. Die Ergebnisse wurden erst nach seinem Tode publiziert.
1901 übernahm Kroeber in Kalifornien eine Kuratorenstelle in der archäologischen Sammlung von Phoebe Hearst. Im selben Jahr konnte er eine Professur für Anthropologie an der University of California, Berkeley übernehmen, die er bis zu seiner Emeritierung im Jahr 1946 innehatte. Einer seiner Doktoranden war Theodore D. McCown, der ab 1951 in Berkeley Paläoanthropologie lehrte. 1912 wurde er in die American Academy of Arts and Sciences gewählt, 1928 in die National Academy of Sciences und 1941 in die American Philosophical Society.
Besondere Verdienste von Alfred Kroeber sind, dass er sich schon früh um eine Dokumentation der aussterbenden Völker Australiens bemühte, und dass er die verschiedenen Kulturen der nordamerikanischen Indianer in so genannte Kulturareale einteilte (siehe → Nordamerikanische Kulturareale).
Er setzte sich sehr früh auch mit der Psychoanalyse und mit Sigmund Freuds Arbeiten auseinander; der Ethnopsychoanalytiker Georges Devereux promovierte bei Kroeber.
Kroeber war ein Gegner der amerikanischen Eugenik-Bewegung und insbesondere der rassentheoretischen Thesen von Madison Grant. In einer öffentlichen Stellungnahme im März 1914 erklärte er Eugenik für einen „Witz“.
Alfred Kroeber erlitt einen Herzanfall während eines Urlaubs, den er mit seiner Frau in Paris verbrachte. Sie kannten dort niemanden außer Claude Lévi-Strauss, in dessen Armen Kroeber gestorben sein soll.

## Position
Gemeinsam mit seinem Studienkollegen Robert Lowie bildete er eine erste Generation der Boas-Schüler. Kroeber versuchte, Boas’ kulturrelativistisches Element zu verstärken. Sein bekanntester Artikel ist „the Super organic“, das Super-Organische, von 1917: Kroeber sieht Kultur als etwas, das jenseits des Organischen ist. Das Überorganische der Kultur, das ausschließlich Ideelle, konzentriert sich demzufolge in so genannten „key symbols“ – mit diesen lasse sich Kultur festmachen. So schrieb er 1944 den Aufsatz „Configurations of Culture Growth“.
Nach Boas ist jede Kultur relativ, d. h. nur aus sich selbst heraus erfahr- und erklärbar. Für Nicht-Spezialisten lässt sich eine fremde Kultur nicht erklären und erfahren. Kulturen sind demnach auch niemals vergleichbar. Es entwickelte sich aus dieser Anschauung ein harter und ein weicher Kulturrelativismus.
Kroeber erkannte am Lebensende, dass sich seine Rolle als Bewahrer der Boas-Theorie abschwächte und wandte sich nun immer mehr auch außeramerikanischen Entwicklungen in der Anthropologie zu. Nach Ende des Zweiten Weltkrieges hatte Kroeber auch Kontakt mit dem Wiener Robert von Heine-Geldern.

## Veröffentlichungen
Autor
- Traditions of the Arapaho. Collected under the auspices of the Field Columbian Museum and of the American Museum of Natural History. With George A. Dorsey. Chicago 1903.
- Notes on Shoshonean dialects of Southern California. The University Press, Berkeley 1909.
- The Superorganic, in: American Anthropologist, Bd. 19, 1917.
- Totem and Taboo: An Ethnologic Psychoanalysis, in: American Anthropologist, Band 22, Nr. 1, 1920, S. 48–55.
- Anthropology. Harcourt, New York 1923. Digitalisat
- Cultural and Natural Areas of Native North America. Bd. 38, University of California Publications in American Archaeology and Ethnology, Berkeley, 1939.
- The Nature of Culture, Chicago, 1952.
- mit Clyde Kluckhohn, Culture - A Critical Review of Concepts and Definitions, Cambridge 1952
- mit Clyde Kluckhohn, Culture, in: American Anthropologist, Band 56, Nr. 3, 1954, S. 461–471.
- A Roster of Civilizations and Culture. Wenner-Gren Foundation, New York 1962.
- Yurok Myths. University of California Press, New Jersey 1978.
- Karok Myths. The University Press, Berkeley 1980.
- The Archaeology and Pottery of Nazca. (Expedition in Peru 1926.) AltaMira Press 1999 ISBN 0-7619-8964-1

Herausgeber
- (mit T. T. Waterman) Source Book in Anthropology. Berkeley 1920 Digitalisat
- Handbook of the Indians of California. Bureau of American Ethnology Bulletin 78. Washington 1925.
- Anthropology Today. Chicago 1953.